# Clavellada

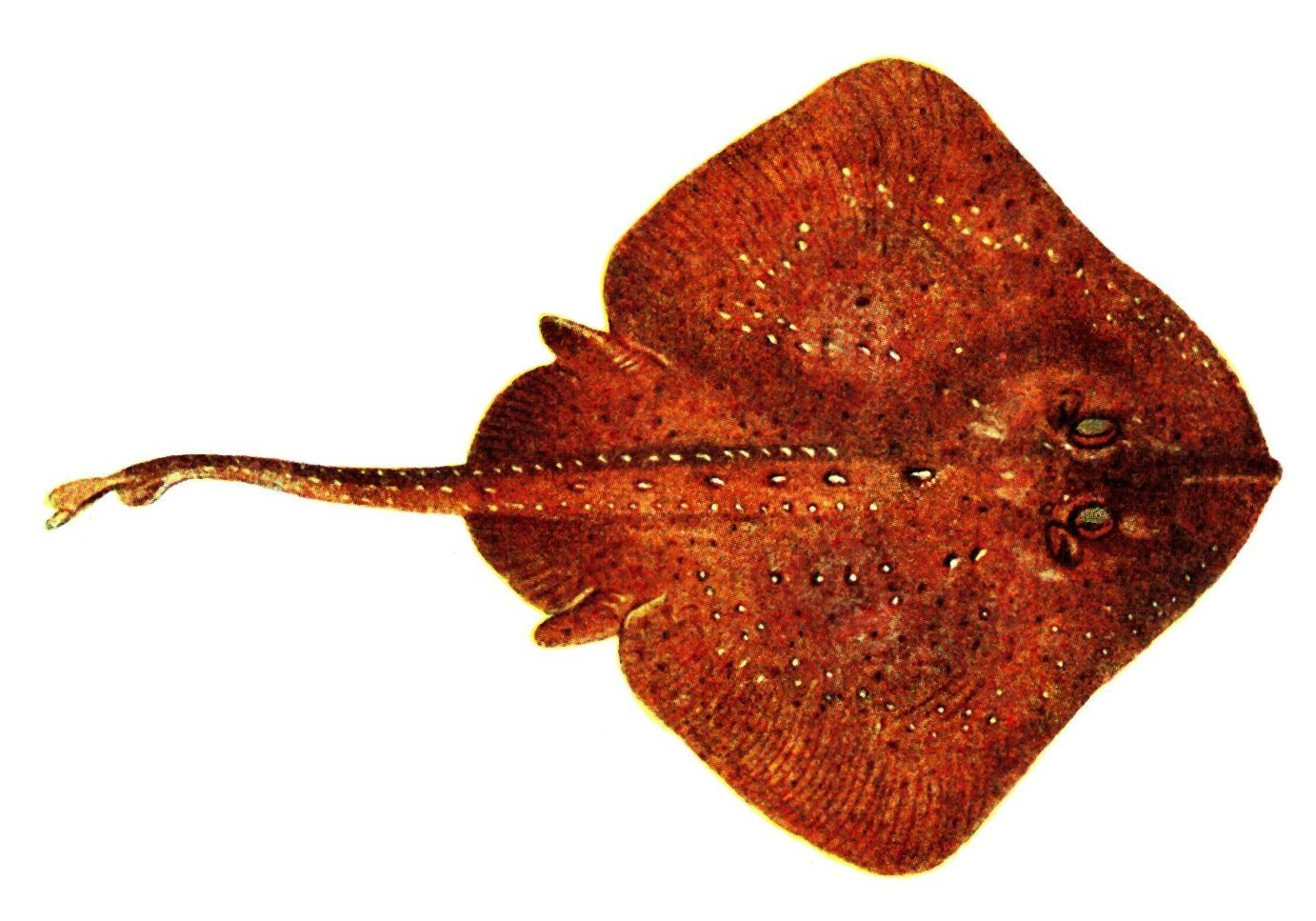
Clavellada

La clavellada, l'escrita, la bastina (per extensió errònia), la bastina clavejada, el clavell, la rajada, la rajada punxosa o la rajada vera (Raja clavata) és una espècie de peix de la família dels raids i de l'ordre dels raïformes.

## Descripció
Els mascles poden assolir 105 cm de longitud total i les femelles 120. El pes màxim és de 18 kg. És ovípar, els ous tenen com a banyes a la closca i les femelles en ponen entre 52 i 170 a l'any. Menja tota mena d'animals bentònics, preferiblement crustacis. És depredat per Chelidonichthys gurnardus.
És un peix marí, de clima subtropical (70°N-29°S, 25°W-42°E) i demersal que viu entre 20-577 m de fondària. Es troba a l'oceà Atlàntic oriental (des d'Islàndia, Noruega, la Mar del Nord i l'oest del Mar Bàltic fins al Marroc i Namíbia), la Mediterrània i la mar Negra.
Es comercialitza fresc i congelat. És inofensiu per als humans.